# Rain Diary
Rain Diary ist eine finnische Synth-Rock-Band.

## Geschichte
Gegründet wurde die Band 2007 in Tampere von Tommi Suomala, Joni Bitter, Teemu Rantanen, Topi Kapulainen und Tytti Toppari. Im Folgejahr wurden die EP A Song of Mellow Weep und das Video It’s Only Rain produziert. Nach ersten Charterfolgen begann 2009 die Produktion des Debütalbums The Lights Are Violant Here. Die Jahre 2010/11 waren geprägt von Umbesetzungen. Kapulainen verließ die Band und Teemu Alajoki übernahm das Schlagzeug.
2013 kam die Band bei dem Label Secret Entertainment unter Vertrag und ihr erstes Album belegte den 7. Platz in den Top 10 der Finnish Official Independent Record Store Sales Charts. Später dann sogar den 1. Platz in der Kategorie Alternative New Album Charts.
Im März 2014 spielte Rain Diary in Tallinn und absolvierte im September desselben Jahres eine Tour in Deutschland. Nach einer weiteren Umbesetzung wechselte 2016 erneut der Drummer und im Jahr 2017 wurde vorab die Single Berlin aus dem zweiten Album Black Weddings veröffentlicht. Das Veröffentlichungskonzert fand auf den Reeperbahn Festival 2017 in Hamburg statt.
Im Frühjahr 2018 war die Band dann im Vorprogramm von Vlad in Tears europaweit unterwegs, u. a. in Deutschland, Österreich, Polen, Tschechien und Ungarn.

## Stil
Die Band nennt ihren Stil Winter Wave. Dabei nutzt der Synth-Rock-Stil der Gruppe Elemente des Dark Wave, Alternative Rock und Synthiepop.

## Diskografie
Alben
- 2013: The Lights Are Violent Here
- 2017: Black Weddings

EPs
- 2007: Rain Diary

Singles
- 2008: It’s Only Rain
- 2010: Lost
- 2011: By the Water
- 2013: Mirror of Your Grace
- 2014: Shame
- 2016: No Harbour for Hope
- 2017: Berlin
- 2017: Flowers
- 2018: Kill the Disco